# Sarcopygme
Sarcopygme là một chi thực vật có hoa trong họ Thiến thảo (Rubiaceae).

## Loài
Chi Sarcopygme gồm các loài: